# Polysyncraton aspiculatum
Polysyncraton aspiculatum är en sjöpungsart som först beskrevs av Takasi Tokioka 1949.  Polysyncraton aspiculatum ingår i släktet Polysyncraton och familjen Didemnidae. Inga underarter finns listade i Catalogue of Life.